# Giulio Tonti

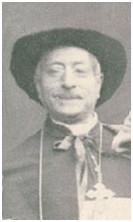
Erzbischof Giulio Tonti als Nuntius in Portugal

Kardinalswappen

 Giulio Kardinal Tonti  (* 9. Dezember 1844 in Rom, Italien; † 11. Dezember 1918 ebenda) war ein Diplomat und Kurienkardinal der römisch-katholischen Kirche.

## Leben
Giulio Tonti schloss seine theologischen Studien in Rom mit Promotionen in Philosophie, Katholischer Theologie, Kanonischem Recht und Zivilrecht ab. Er empfing am 21. Dezember 1867 das Sakrament der Priesterweihe und war anschließend Professor für Theologie am Päpstlichen Athenaeum „De Propaganda Fide“. Von 1879 bis 1882 stand er in Diensten der Apostolischen Nuntiatur in Frankreich, von 1882 bis 1892 war er für die Apostolische Nuntiatur in Portugal tätig. 
1892 ernannte ihn Papst Leo XIII. zum Titularerzbischof von Samos sowie zum Apostolischen Delegaten für Santo Domingo, Haiti und Venezuela. Die Bischofsweihe empfing Giulio Tonti durch Kardinal Vincenzo Vannutelli. 1893 ernannte ihn der Papst zum Apostolischen Administrator von Port-au-Prince und Titularerzbischof von Sardes, 1894 zum Erzbischof von Port-au-Prince. 1902 wurde er Apostolischer Nuntius in Brasilien und Titularerzbischof von Ancyra, ab 1906 versah er die gleiche Aufgabe in Portugal. 1910 musste er wegen der Revolutionsunruhen aus Portugal flüchten. 
1915 nahm ihn Papst Benedikt XV. als Kardinalpriester mit der Titelkirche Santi Silvestro e Martino ai Monti in das Kardinalskollegium auf. 1917 wurde Kardinal Tonti Präfekt der Religiosenkongregation und Mitglied des Rates für die Verwaltung der Wohlfahrt des Apostolischen Stuhls. 
Er starb am 11. Dezember 1918 in Rom und wurde auf dem dortigen Friedhof Campo Verano bestattet.